# Simon Wells
Simon Finlay Wells (Cambridge, 1961) è un animatore, regista e sceneggiatore britannico.

## Biografia
Regista di Hollywood e pronipote del grande scrittore inglese H. G. Wells, Simon Wells è un regista britannico di animazione impiegato all'interno della casa di produzione di film d'animazione Amblimation. Inizia la propria carriera lavorando nella realizzazione di spot commerciali. Successivamente, viene promosso a supervisore dell'animazione e disegnatore di pellicole come: Chi ha incastrato Roger Rabbit (1988) di Robert Zemeckis (con il quale aveva già lavorato anche in Ritorno al futuro - Parte II e Ritorno al futuro - Parte III) con Bob Hoskins, Christopher Lloyd e Joanna Cassidy, Z la formica (1998) di Eric Darnell e Tim Johnson e molte altre tra le quali molte prodotte dalla DreamWorks Animation di cui spesso ha curato lo sviluppo digitale. 
Il debutto cinematografico come regista arriva dirigendo assieme all'americano Phil Nibbelink il ricco cartoon Fievel conquista il West (1991), sequel di Fievel sbarca in America (dal personaggio creato da Davis Kirschner). 
Nel 1993 realizza We're Back! - Quattro dinosauri a New York, tratto dal libro di Hudson Talbott mentre nel 1995 realizza Balto da lui diretto come un classico dell'animazione Disney seppur ispirandosi ad una storia vera. Nel 1998 è la volta de Il principe d'Egitto che traspone con tinte quasi horror (basti pensare alla violenza della scena durante la canzone Piaghe) e demagogiche la storia di Mosè e dell'Esodo avvalendosi anche dell'aiuto di altri due registi (Brenda Chapman e Steve Hickner) ed ottenendo un buon incasso al botteghino di 218,613,188 di dollari a fronte di un costo di 70 milioni.  
Nel 2002 invece dirige il suo primo film live-action The Time Machine, trasponendo il racconto omonimo del bisnonno La macchina del tempo, già portato al cinema da George Pal, su sceneggiatura di David Duncan, in L'uomo che visse nel futuro nel 1960 di cui il film di Wells costituisce un remake. Il film inoltre si caratterizza per l'uso di tecnologie come il matte painting e computer grafica ovviamente assenti nella precedente pellicola e l'inserimento di concetti New Age. Il film pur ottenendo un buon incasso, 123,729,176 di risultato al botteghino a fronte di un budget di realizzazione di 80 milioni di dollari, è stato accolto generalmente in maniera negativa dalla critica.
Nel 2010 torna all'animazione dirigendo Milo su Marte, tratto dall'omonimo libro per ragazzi di Berkeley Breathed che si rivela invece un flop sia di critica che di pubblico.

## Filmografia
| Anno | Film                                                                        | Ruolo                                                    |
| ---- | --------------------------------------------------------------------------- | -------------------------------------------------------- |
| 1988 | Chi ha incastrato Roger Rabbit (Who Framed Roger Rabbit)                    | Supervisore animazione                                   |
| 1989 | Ritorno al futuro - Parte II (Back to the Future Part II)                   | Consulente per la realizzazione del futuro               |
| 1990 | Ritorno al futuro - Parte III (Back to the Future Part III)                 | Assistente alla produzione                               |
| 1991 | Fievel conquista il West (An American Tail: Fievel Goes West)               | Co-regista con Phil Nibbelink                            |
| 1993 | We're Back! - Quattro dinosauri a New York (We're Back! A Dinosaur's Story) | Co-regista con Dick Zondag, Ralph Zondag, Phil Nibbelink |
| 1995 | Balto                                                                       | Regista                                                  |
| 1998 | Z la formica (Antz)                                                         | Co-animatore non accreditato                             |
| 1998 | Il principe d'Egitto (The Prince of Egypt)                                  | Co-regista con Brenda Chapman e Steve Hickner            |
| 2000 | La strada per El Dorado (The Road to El Dorado)                             | Co-animatore non accreditato                             |
| 2000 | Galline in fuga (Chicken Run)                                               | Co-animatore non accreditato                             |
| 2002 | The Time Machine                                                            | Regista                                                  |
| 2002 | Spirit - Cavallo selvaggio (Stallion of the Cimarron)                       | Co-animatore non accreditato                             |
| 2003 | Sinbad - La leggenda dei sette mari (Legend of the Seven Seas)              | Co-animatore non accreditato                             |
| 2004 | Shrek 2                                                                     | Co-animatore non accreditato                             |
| 2004 | Shark Tale                                                                  | Co-animatore non accreditato                             |
| 2004 | Polar Express                                                               | Consulente visuale concept digitale                      |
| 2005 | Madagascar                                                                  | Co-animatore non accreditato                             |
| 2006 | La gang del bosco (Over the Hedge)                                          | Co-animatore non accreditato                             |
| 2006 | Giù per il tubo (Flushed Away)                                              | Co-animatore non accreditato                             |
| 2007 | Shrek terzo (Shrek the Third)                                               | Co-animatore non accreditato                             |
| 2008 | Kung Fu Panda                                                               | Supervisore scene d'azione/co-animatore non accreditato  |
| 2011 | Milo su Marte (Mars Needs Moms)                                             | Regista e sceneggiatore                                  |
| 2011 | Kung Fu Panda 2                                                             | Co-animatore non accreditato                             |
| 2013 | I Croods (The Croods)                                                       | Co-animatore non accreditato                             |